# カンゲルルススアーク空港
カンゲルルススアーク空港（カンゲルルススアークくうこう、グリーンランド語: Mittarfik Kangerlussuaq、デンマーク語: Søndre Strømfjord Lufthavn）は、グリーンランド南西部、カンゲルルススアークにある空港である。

## 概要
グリーンランドでは最大級の空港であり、コペンハーゲンまでの長距離路線も就航できる。エア・グリーンランドが本拠地としている。

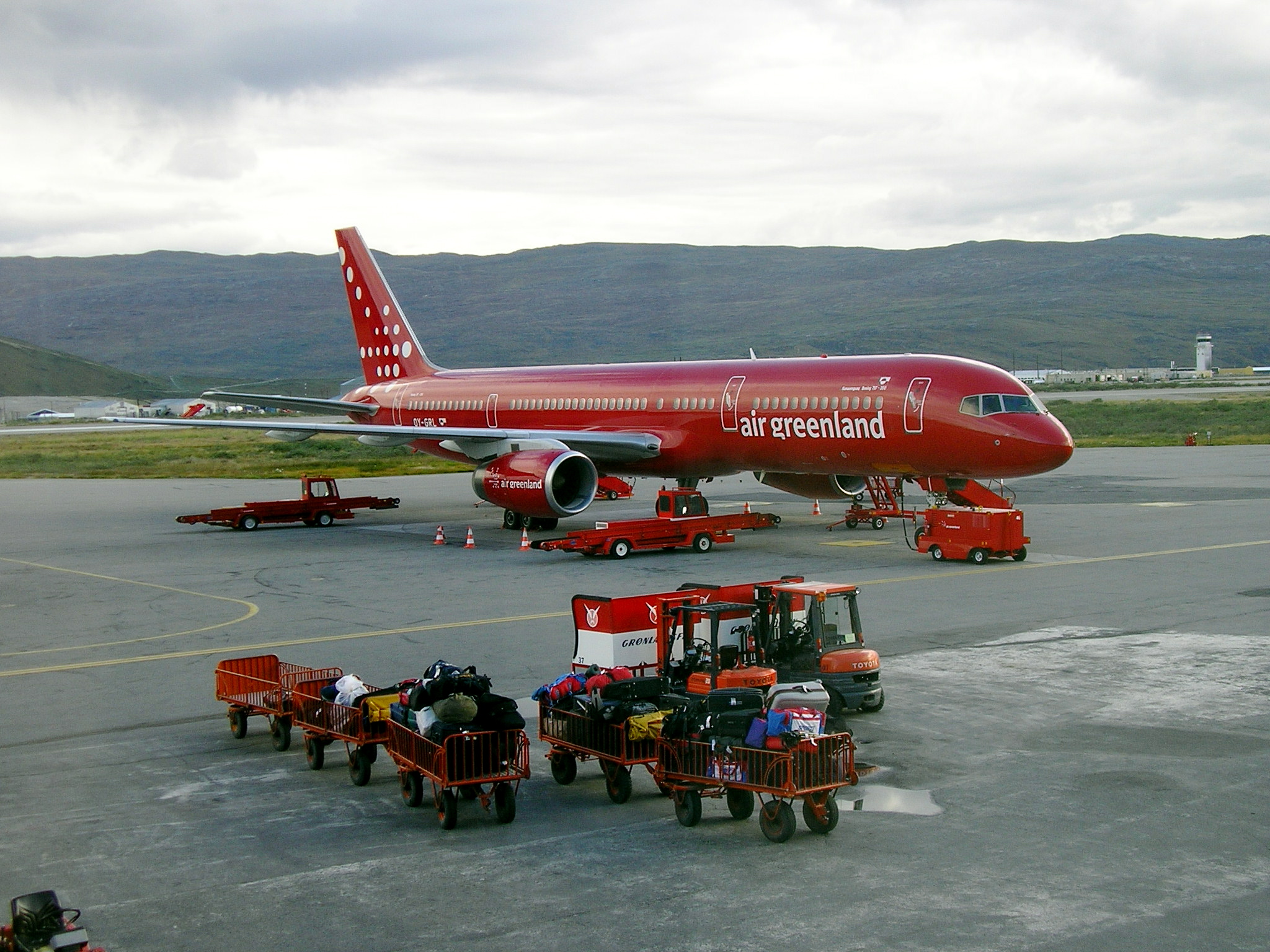
エア・グリーンランドのB757-236
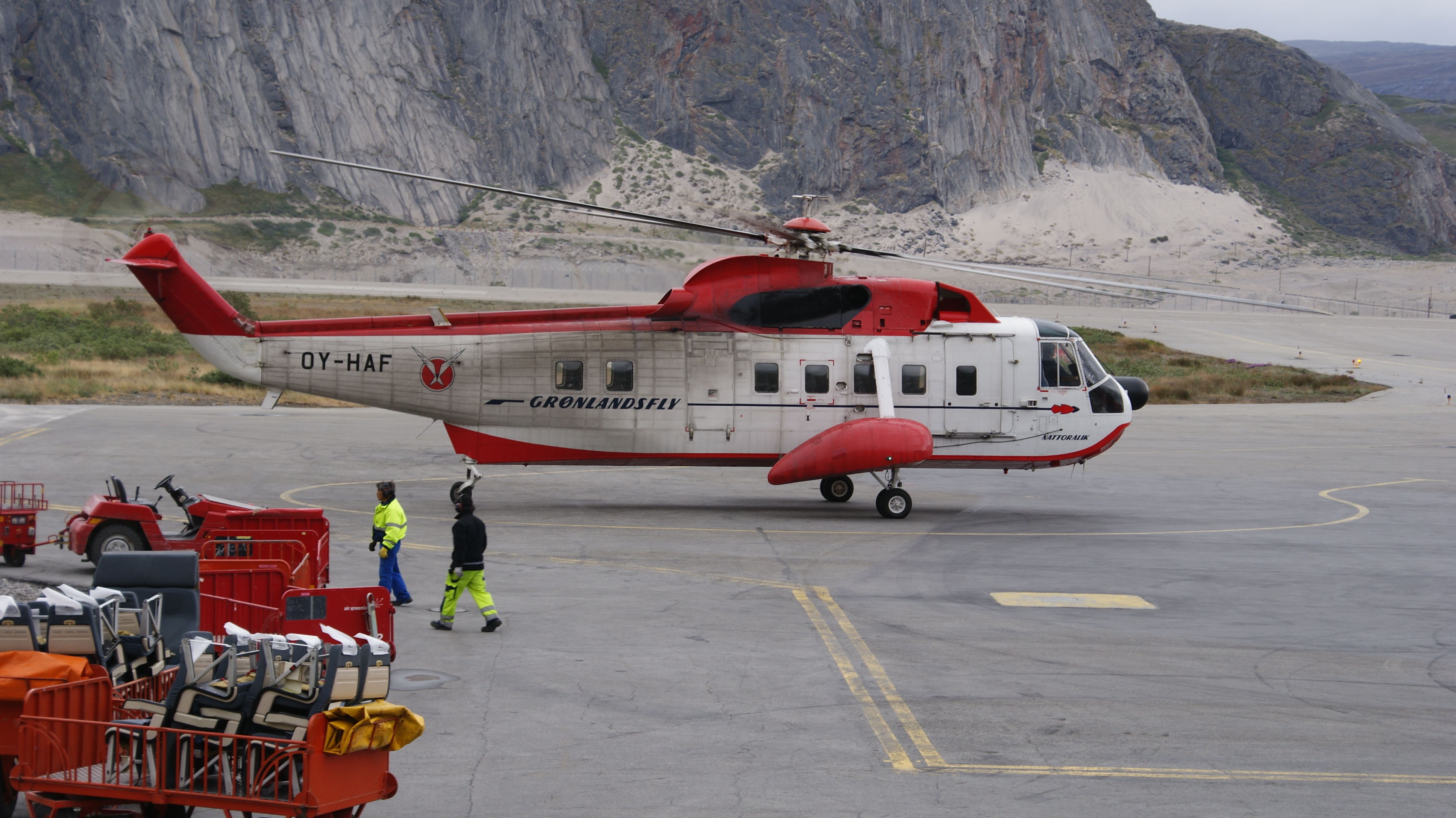
エア・グリーンランドのシコルスキー S-61Nヘリコプター
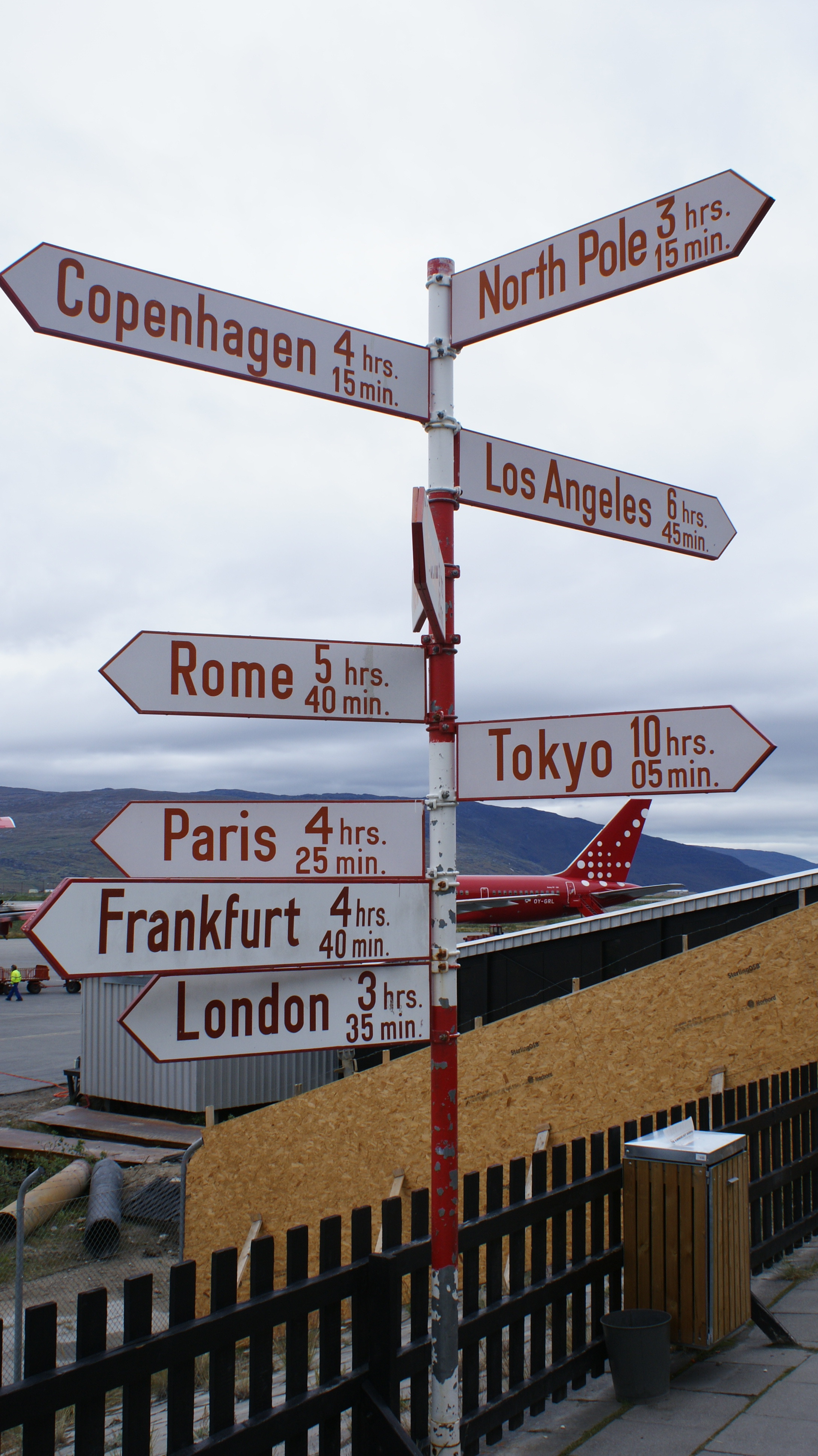
空港内に立つ看板

## 就航航空会社と就航都市
| 航空会社             | 就航地 |
| -------------------- | --- |
| エア・グリーンランド | アシアート、イルリサット、コペンハーゲン、シシミウト、ナルサルスアーク、ヌーク、ネレーリット・インアート、マニートソック、レイキャヴィーク |
| エア・アイスランド   | 季節運航:イルリサット、レイキャヴィーク/ケプラヴィーク                                                                                     |

## 配置部隊
デンマーク空軍は、海洋監視任務等のために第721飛行隊分遣隊のCL-600-2B16多用途機を配備している。
- デンマーク空軍
  - 第721飛行隊分遣隊 - CL-600-2B16